# Death's Design
Death's Design è il quarto e ultimo album in studio del gruppo musicale svedese Diabolical Masquerade, pubblicato nel 2001.

## Tracce
1. Nerves in Rush – 0:06
2. Death Ascends - The Hunt (Part I) – 0:16
3. You Can't Hide Forever – 0:24
4. Right on Time for Murder - The Hunt (Part II) – 1:31
5. Conscious in No Materia – 0:40
6. A Different Plane – 0:21
7. Invisible to Us – 0:41
8. The One Who Hides a Face Inside – 1:09
9. ...And Don't Ever Listen to What It Says – 0:57
10. Revelation of the Puzzle – 0:57
11. Human Prophecy – 0:20
12. Where the Suffering Leads – 0:19
13. The Remains of Galactic Expulsions – 0:12
14. With Panic in the Heart – 0:22
15. Out from the Dark – 0:46
16. Still Coming at You – 0:29
17. Out from a Deeper Dark – 0:28
18. Spinning Back the Clocks – 1:42
19. Soaring over Dead Rooms – 2:19
20. The Enemy Is the Earth – 0:35
21. Recall – 0:14
22. All Exits Blocked – 0:35
23. The Memory Is Weak – 0:11
24. Struck at Random/Outermost Fear – 0:20
25. Sparks of Childhood Coming Back – 0:27
26. Old People's Voodoo Seance – 1:25
27. Mary-Lee Goes Crazy – 0:32
28. Something Has Arrived – 0:15
29. Possession of the Voodoo Party – 0:46
30. Not of Flesh, Not of Blood – 0:50
31. Intact with a Human Psyche – 1:02
32. Keeping Faith – 1:07
33. Someone Knows What Scares You – 0:30
34. A Bad Case of Nerves – 0:50
35. The Inverted Dream/No Sleep in Peace – 0:16
36. Information – 0:17
37. Setting the Course – 0:52
38. Ghost Inhabitants – 0:50
39. Fleeing from Town – 1:02
40. Overlooked Parts – 0:50
41. A New Spark - Victory Theme (Part I) – 0:49
42. Hope - Victory Theme (Part II) – 1:01
43. Family Portraits - Victory Theme (Part III) – 0:36
44. Smokes Start to Churn – 0:08
45. Hesitant Behaviour – 1:35
46. A Hurricane of Rotten Air – 0:19
47. Mastering the Clock – 0:55
48. They Come, You Go – 2:11
49. Haarad el Chamon – 0:20
50. The Egyptian Resort – 0:35
51. The Pyramid – 0:24
52. Frenzy Moods and Other Oddities – 1:10
53. Still Part of the Design - The Hunt (Part III) – 0:18
54. Definite Departure – 0:37
55. Returning to Haarad el Chamon – 0:45
56. Life Eater – 0:32
57. The Pulze – 0:27
58. The Defiled Feeds – 0:36
59. The River in Space – 0:56
60. A Soulflight Back to Life – 1:18
61. Instant Rebirth - Alternate Ending – 0:06

Durata totale: 43:23

## Formazione
- Blakkheim - chitarra, voce
- Dan Swanö - tastiera, chitarra (accreditato anche come AAG)
- Sean C. Bates - batteria, percussioni (turnista)
- Ingmar Döhn - basso (turnista)